# Юноша Фридрих Энгельс
«Юноша Фридрих Энгельс» (нем. Ein junger Mann namens Engels - Ein Porträt in Briefen) — советско-восточногерманский мультипликационный фильм 1970 года, снятый «Союзмультфильмом» совместно со студией Deutsche Film AG (Дрезден). Фильм основан на письмах и рисунках Фридриха Энгельса 1838—1842 годов.

## Сюжет
Мультфильм начинается с сообщения о том, как в 1838 году сын богатого фабриканта Фридрих Энгельс из Бармена отправился в Бремен, где должен был завершить своё коммерческое образование в торговом доме консула Ляйпольда.
В Бремене Энгельс начал свою переписку со своей сестрой Марией и своими школьными друзьями Вильгельмом и Фридрихом Греберам. Молодому человеку было скучно за бухгалтерскими тетрадями, и в письмах он находит отдушину. Блестящий эссеист и талантливый карикатурист, молодой Энгельс ярко описывает свои занятия в конторе, фантазирует о том, как его письма идут по почте. Сестре Марии он описывает (и рисует) Бремен, особенности его архитектуры. Также он сообщает о различных событиях, происходящих в городе. Листы бумаги один за другим заполняются карикатурами на сослуживцев.
В письмах прослеживаются целые годы жизни Энгельса, служба в армии, написание статей, взаимоотношения с редакторами, выступление против философа Шеллинга. Прослеживается формирование политических и религиозных взглядов Энгельса вплоть до 1842 года, когда он отправился в Манчестер. А в 1844 году появляется первое письмо к Карлу Марксу.

## Создатели
- сценарий и режиссура — Клаус Георги, Катя Георги, Фёдор Хитрук, Вадим Курчевский[1]
- редакторы — Аркадий Снесарев, Р. Томас[1]
- консультанты — Хорст Ульрих, Ханнес Скамбракс, Н. Белоусова
- художники-постановщики — Вадим Курчевский, Вячеслав Наумов[1]
- композитор — Вольфганг Пич[2]
- текст читает — Виктор Татарский (в русской версии), Манфред Вагнер (в немецкой версии)[3]
- мультипликаторы — Мария Мотрук, Татьяна Казанцева, Манфред Хенке, Юрий Клепацкий[1]
- монтаж — А. Юве
- звукооператор — Х. Филипп
- операторы — Вернер Бенш, Манфред Хенке[2]
- директора́ картины — Гизела Хаммер[2], Иосиф Боярский[1]

## Награды
- 1970 — XIII МКФ в Лейпциге — Премия «Золотой голубь»;
- 1971 — XVII МФ к/м фильмов в Оберхаузене (ФРГ) — Премия международного Жюри народных университетов.
- 1971 — Национальная премия ГДР

## Интересный факт
Несмотря на то, что Энгельс был материалистом (или даже атеистом), в фильме «Юноша Фридрих Энгельс» приведены его слова в эпизоде, когда он изучал Гегеля: «…У меня нет больше желания продолжать богословские диспуты. … Я теперь на прямом пути к гегельянству. Изучаю Гегелевскую философию и историю. Грандиозное творение. Его титанические идеи захватывают меня со страшной силой. … Я благодарю Бога, что покидаю это унылое гнездо, где ничего не оставалось делать как только фехтовать, есть, пить, спать и зубрить.» 1841 год.[значимость факта?]